# Kim Shin-young
Kim Shin-young (kor. 김신영; * 10. Juli 1975) ist eine ehemalige Badmintonspielerin aus Südkorea.

## Sportliche Karriere
Kim Shin-young, Spezialistin für die Doppeldisziplinen, nahm an den Olympischen Sommerspielen 1996 teil und wurde dort 9. im Damendoppel mit Kim Mee-hyang. Im Jahr zuvor hatten beide die Swedish Open gewonnen. Bei der Asienmeisterschaft 1996 holte sie Bronze im Mixed mit Ha Tae-kwon.

## Sportliche Erfolge
| Saison | Veranstaltung           | Disziplin   | Platz | Name                           |
| ------ | ----------------------- | ----------- | ----- | ------------------------------ |
| 1991   | Hungarian International | Damendoppel | 1     | Park Soo-yun / Kim Shin-young  |
| 1993   | Ostasienspiele          | Damendoppel | 1     | Kim Shin-young / Shon Hye-joo  |
| 1994   | Hong Kong Open          | Damendoppel | 3     | Kim Mee-hyang / Kim Shin-young |
| 1994   | Korea Open              | Damendoppel | 5     | Kim Mee-hyang / Kim Shin-young |
| 1995   | Swedish Open            | Damendoppel | 1     | Kim Mee-hyang / Kim Shin-young |
| 1996   | Olympia                 | Dameneinzel | 9     | Kim Mee-hyang / Kim Shin-young |
| 1996   | Asienmeisterschaft      | Mixed       | 3     | Ha Tae-kwon / Kim Shin-young   |